# 福井県道147号瓜生今福線
福井県道147号瓜生今福線（ふくいけんどう147ごう うりゅういまふくせん）は福井県あわら市と同県坂井市を結ぶ一般県道である。かつては全線が旧国道8号であった。

## 路線概要
起点、終点共に国道8号の交差点であり、国道8号の迂回路としての役割を持つ路線である。2市を跨いでいるが、あわら市側は市境から10m程の所で交わっているので、両市を結ぶという役割りはあまり重要とはいえない。福井バイパスが何らかの原因で通行できなくなった際の補完という重責を担っている道路といえる。

### 路線データ
- 起点：福井県あわら市瓜生
- 終点：同県坂井市丸岡町今福

## 通過する自治体
- 福井県
  - あわら市
  - 坂井市

## 道路状況
全線片側一車線の確保された一般的な県道である。しかしこの路線は半分弱の区間を福井県道10号丸岡川西線と重複しており、この重複区間では単独区間と比較しやや交通量が多くなり、渋滞が起きることも間々ある。しかし全体としては地域住民の利用が主で、他は同県吉田郡永平寺町への裏道として利用する人が見られる程度である。災害時に主たる活躍の場が訪れる道路である。

## 接続路線
- 福井県道272号金津丸岡線（あわら市瓜生・瓜生交差点、起点）
- 福井県道10号丸岡川西線（坂井市丸岡町長畝 - ＜重複＞ - 同市丸岡町西瓜屋）
- 福井県道17号勝山丸岡線（坂井市丸岡町栄一丁目・栄交差点）
- 福井県道167号磯部島西瓜屋線（坂井市丸岡町八幡町・八幡町交差点 - ＜重複＞ - 同市丸岡町西瓜屋）
- 国道8号（福井バイパス）・福井県道30号福井丸岡線（坂井市丸岡町今福・今福交差点、終点）
  - 本路線から国道8号北行、福井丸岡線方向へは直接接続しない（今福交差点部の国道8号今福高架橋下は東行一方通行）。国道8号南行側道に合流して進み、次の八ツ口交差点を右折、福井県道38号丸岡インター線で今福高架橋下を通り両路線へ向かう。

## 沿線
- 坂井市役所丸岡支所
- 丸岡城